# Plinius den ældre
Plinius den Ældre (født Gaius Plinius Secundus; ca. 23, død 79 e.Kr.) var en romersk historiker, naturhistoriker og militærleder. Han blev født i Verona eller Novum Comum (Como) og tjente i sin ungdom som kavaleriofficer i Germanien. Senere blev han sagfører i Rom og fik et nært forhold til Vespasian og hans søn Titus efter deres magtovertagelse. Hans største interesse var videnskabelige studier, og Plinius var en særdeles aktiv mand og brugte al sin fritid til litterær virksomhed. Han skrev nogle mindre skrifter af militær betydning og to store historiske værker:
- om Germanerkrigene og
- om de foregående kejsere – omtrent fra 41 til 71.

Kun dele af Naturalis Historia er bevaret til i dag.
I 79 e.Kr. var Plinius som chef for flåden udstationeret i Misenum ved Napolibugten, hvor han blev vidne til Vesuvs berømte udbrud, som begravede byerne Pompeji og Herculaneum. Vi ved ikke, om det var pligttroskab og ønsket om at redde befolkningen eller videnskabelig interesse efter at se nærmere på udbruddet, som drev ham. Men han omkom, da han indåndede giftige vulkandampe efter at være sejlet med en gruppe flådefartøjer mod Stabiae. Hans lig blev fundet "helt og uskadt, tilhyllet, som han havde været påklædt" tre dage efter vulkanudbruddet, skriver Plinius den Yngre.
Den historiske interesse for Plinius' skrifter er stor, da få forfattere fra den tid har beskæftiget sig indgående og alsidigt med naturvidenskabelige områder.
En vigtig kilde til vores viden om Plinius den Ældres liv og død er hans nevø og adoptivsøn Plinius den Yngres breve.

## Liv og virke

### Baggrund
Plinius' alder er afledt fra det faktum, at Vesuv havde et udbrud i august i år 79, og et udsagn fra hans nevø Plinius den yngre om, at da han døde, var han 56 år, hvilket betyder, at han blev født i år 23.
Han var søn af en romersk equites, Gaius Plinius Celer og dennes hustru Marcella. Hverken den yngre eller den ældre Plinius nævner navnene. Den vigtigste kilde om forældrene er en fragmentarisk inskription (CIL V 1 3442) fundet på en mark i Verona og nedtegnet af augustinsk munk Onofrio Panvinio i Verona. Betydningen af inskriptionen afhænger af rekonstruktionen, men i alle tilfælde er navnene overleverede. Om han var augur og hun var navngivet Grania Marcella er mindre sikkert. Jean Hardouin, en fransk lærd på antikken, har præsenteret et udsagn fra en ellers ukendt kilde, som han hævder er fra antikken, om, at Plinius var fra Verona, og hans forældre var Celer og Marcella.
Andre bestræbelser på at knytte Celer og Marcella med andre gentes (familienavne) er meget spekulative. Hardouin er den eneste lærde, som benytter den ukendte kilde. Hvordan inskriptionen kom til Verona er et mysterium, men den kan være kommet ved fragt af ejendelene tilhørende Plinius den yngres da toskanske (i dag Umbria) ejendom ved Colle Plinio, nord for Città di Castello, sikkert identificeret ved hans initialer på tagfliserne. Han havde statuer af sine forfædre her.
Plinius den ældre blev født i Como i nordlige Italien (ikke Verona). Det er kun som en indfødt af Gallia Transpadana at han kaldes "Catullus af Verona" af hans conterraneus, eller landsmænd, ikke hans municeps, eller det vil sige, at de var fælles bysbarn.  En statue af Plinius på facaden af Duomo af Como fejrer ham som en indfødt. Han havde en søster, Plinia, som giftede sig ind i familien Caecilii, og blev moder til hans nevø, Plinius den yngre, hvis brev beskrev hans værker.
To inskriptioner, som identificerer hjembyen for Plinius den yngre som Como, har forrang over Verona-teorien. En inskription (CIL V 5262) fejrer den yngres karriere som kejserlig magistrat (øvrighedsperson) og giver detaljer fra hans betydelige veldedighedsarbejde og udgifter på vegne af folket i Como. En anden inskription (CIL V 5667) identificerer hans fader Lucius' landsby som Fecchio (stammen Oufentina) i nærheden af Como. Det er derfor sandsynligt, at Plinia var en lokal pige og Plinius den ældre, hendes broder, kom fra Como.
Gaius var af scionslægten (gens) Plinii. Han tog ikke sin faders cognomen (tredjenavn) Celer, men sit eget, Secundus. Hans adopterede søn tog det samme cognomen, og Plinius grundlagde en slægtsgren, Plinii Secundi. Familien var fremgangsrig; Plinius den yngres arvede ejendomme gjorde ham så rig, at han kunne grundlægge en skole og et bibliotek, oprette et fond som sørgede for mad til kvinder og børn i Como, og hans egne talrige ejendomme rundt Roma og søen Como, foruden at han gav gaver til en del af sine venner som en personlig gunst. Ingen tidligere tilfælde af navnet Plinii er kendt.
I 59 f.Kr., kun 82 år før Plinius blev født, grundlagde Julius Cæsar Novum Comum (tilbagevendt til Comum) som en colonia for at sikre regionen mod angreb fra barbariske stammer i Alperne og som Cæsar ikke selv nåede at besejre og underlægge sig. Han indførte en befolkning på omkring 4.500 mennesker fra andre provinser (det er ikke klart fra hvor) for at blive bosat i Comasco, desuden 500 aristokratiske grækere for at grundlægge selve Novum Comum. Samfundet var således multikulturelt og fleretnisk, og familien til Plinius kan have kommet fra hvor som helst. Om nogen konklusion kan blive trukket fra Plinius præference for græske ord, eller lingvisten Julius Pokornys udledning af ordet, at navnet er fra nordlig italisk som "skallet" er kun en spekulativ mening. Det er ingen nedtegnelser som angiver nogen hentydning om etniske sondring i Plinius' samtid. Befolkningen selv tog stolthed i at være romerske borgere.
Plinius den ældre giftede sig ikke og havde ingen børn. I sit testamente adopterede han sin nevø, hvilket gav nevøen ret til arve alle hans ejendomme. Denne form for adoption er kaldt for "testamentarisk adoption" af dem, som har skrevet om emnet og den sikrede kun navneændring, men romersk retsvidenskab anerkender ingen sådan kategori. Plinius den yngre var således den reelle adopterede søn af Plinius den ældre, men ikke i sidstnævntes egen levetid. For i det mindste en del af tiden boede Plinius under det samme tag som sin søster og nevø (hvis ægtemand og fader døde ung). Mens de gjorde det, besluttede Plinius at undersøge udbruddet af vulkanen Vesuv, men blev forledt af behovet for en redningsaktion og af en budbringer af en ven, som bad om hjælp.

### Student og advokat
Plinus' fader tog ham med til Rom for, at han skulle få en uddannelse. Han har fortalt, at han så Marcus Servilius Nonianus, romersk konsul.

### Militær karriere
I år 46, da han var 23 år, gik Plinius ind i hæren som juniorofficer, hvilket var skik for unge mænd af rangen equites. Ronald Syme, en moderne forsker af Plinius, har rekonstrueret tre perioder med tre grader. Plinius' interesse i latinsk litteratur vakte opmærksomhed og gjorde ham til ven med andre litterære mænd af højere grader, som han oprettede varige venskaber med. Senere støttede disse venskaber ham til at få tilgang til højere lag i samfundet; imidlertid havde han også godt omdømme for sine kundskaber og dygtighed. I henhold til Syme begyndte han som præfectus cohortis, en "kommandant af en kohorte" (en infanterikohorte da juniorofficerer begyndte i infanteriet) under Gnaeus Domitius Corbulo som også var en forfatter (men ingen af hans værker er overleverede) i Germania Inferior. I år 47 deltog han i den romerske underkuelse af chaukerne, en germansk stamme ved kysten af Nordsøen i det, som i dag er Nederlandene, og derefter af ødelæggelsen af passagen mellem floderne Maas og Rhinen. Hans beskrivelse af romerske skibe, som ankrede op i floden over natten efter at have måtte vogte sig for flydende træer, har præg af at være en øjenvidneskildring.
Ved en uklar dato blev Plinius overført til kommandoen over Germania Superior under Publius Pomponius Secundus med forfremmelse til militær tribun, hvilket var en position i staben og med pligter under distriktkommandanten. Pomponius var halvbroder af Corbulo. De havde samme moder, Vistilia, en mægtig matrone fra de øverste romerske klasser, som havde syv børn med seks ægtemænd, mange af børnene havde kejserlige forbindelser, herunder en fremtidig kejserinde. Plinius' opgave er ikke klar, men han må have deltaget i krigen mod chatterne i år 50, 27 år gammel og i sit fjerde tjenesteår. Associeret med kommandanten i prætorium blev han en familiær og nær ven af Pomponius, som også var en skrivende mand.
Ved en anden usikker dato blev Plinius overført tilbage til Germania Inferior. Corbulo var flyttet for at overtage en kommando længere mod øst. Ved denne tid blev Plinius forfremmet til præfectus alæ, "kommandant af en ala", med ansvar for en kavaleribataljon på omkring 480 mænd. Et skel blev fortsat gjort mellem legionærer og allierede støttetropper, selv om alle italienere nu var romerske borgere. Plinius, som kom fra nordlige Italien, var en allieret kommandant, som det meste af kavaleriet på denne tid (men lige rang, autoritet og fordele som de romerske modparter). Han tilbragte resten af sin hvervetid her. En dekorativ phalera (militær dekoration i form af en brystplade) med hans navn er blevet fundet ved Castra Vetera, en stor romersk militærbase for hæren og marinen ved nedre Rhinen. Plinius' sidste kommandant der, åbenbart en mand som ikke var litterær eller nogen nær ven, var Pompeius Paulinus, guvernør af Germania Inferior i tiden 55-58. Plinius har fortalt, at han personlig vidste, at Paulinus havde rejst rundt med 12.000 pund sølvtøj for at spise middag med på et krigstogt mod germanerne (en praksis som ikke var sympatisk for den disciplinerede Plinius).
I henhold til hans nevø, var det i løbet af denne tid, at han skrev sin første bog (måske i løbet af vinteren da ledig tid var mere tilgængelig), et arbejde om kavaleriets brug af kasteskyts, De jaculatione equestri. Bogen er gået tabt, men i Naturalis Historia synes han at have afsløret i mindste dele af dens indhold: ved at benytte sig af hestens bevægelser for at give støtte til at slynge kastespydet samtidig mens rytteren sad overskrevs på hesten. I løbet af denne periode drømte han også om, at Drusus Neros ånd bønfaldt ham om at redde dennes minde fra at forsvinde i glemsel. Drømmen fik Plinius til at begynde at skrive på en bog om alle krigene mellem romerne og germanerne, og denne brugte han flere år på at fuldføre.
Bog I, kapitel 1, af Historia Naturalis dedikerede værket til kejser Titus Flavius, søn af Vespasian. I denne dedikation kaldte han Titus for en gammel messekammerat (forholdet til en contubernium, "dele det samme telt"): "du ... har anset mig som en medsoldat og en messekamerat. Ikke har graden af din fremgang skabt nogen ændringer hos dig..." Problemet med dette afsnit er aldersforskellen mellem Plinius og den 16 år yngre Titus. På samme tid var Titus en militær tribun og kunne ikke have været en kammerat, det vil sige af samme rang som Plinius i Germania Superior i år 50. Titus var kun 11 år gammel på den tid. Med forbehold om senere militære kampagner for Titus i øst mangler bevis og det passer ikke med omstændighederne; Titus var kommanderende general (og ikke en kammerat af lavere grad) mens Plinius var enten en privat borger eller en general selv underlagt Vespasian.
Pligten i Germania Inferior er kun trolig mulighed for Titus til at have delt en contubernium med Plinius. Officerer af øvre klasser tog en 10 år lang forpligtelse (i modsætning til den ordinære legionærs 20 eller 25 års pligttjeneste). Plinius' tid ville have været op til år 56 ved en alder af 33 år. Ved hans egen redegørelse om solformørkelse, som indtrådte i Campania i år 59, som synes at være en øjenvidneredegørelse, var han antagelig civil ved den tid. I år 56 var Titus 17 år gammel. Hans fader var ikke blevet kejser. Staben for en kommandant delte ofte kvarter og messe med kommandanten, særlig i felten. Ud fra omstændighederne var Titus en ny officer ved Plinius' stab mod slutningen af Plinius' tjeneste. Forholdet mellem de to, den ene gammel nok til at have været den andens fader, må have været lige så nært som Plinius havde med Pomponius.

### Litterært mellemspil
Ved den tidligste tid, som Plinius kunne have forladt tjenesten, havde Nero, den sidste i det julo-claudiske dynasti, været kejser i to år. Han havde forladt positionen før år 68, da Plinius var 45 år gammel. I løbet af denne tid havde Plinius ingen højere position eller arbejde for staten. I det påfølgende flaviske dynasti var behovet for hans tjenester så stort, at han måtte opgive praksissen som advokat, hvilket antyder, at han ikke forsøgte at tiltrække sig opmærksomhed hos Nero, en hersker som blev vurderet af sine samtidige som et farlig bekendtskab, og ikke uden grund.
Under Nero levede Plinius hovedsagelig i Rom. Han nævner et kort over Armenien og områderne ved Det kaspiske hav, som blev sendt til Rom med staben til Corbulo i 58. Han så også bygningen af Neros Domus Aurea eller "Det gyldne hus" efter branden i 64.
Foruden at processere i retssager fortsatte han også med sit skriveri, sin forskning og sine studier. Hans anden udgivne bog var en biografi over hans gamle kommandant Pomponius Secundus, udgivet i to bøger. Efter flere år i fængsel under Tiberius, 31-37 (som han benyttede til at skrive tragedier), blev Secundus rehabiliteret under Caligula (som senere giftede sig med hans halvsøster, Caesonia) i 38, blev gjort til konsul i 41 og blev sendt som legatus til Germania, hvor han vandt en sejr over chatterne og blev belønnet med et triumftog. Efter dette højdepunkt i karrieren forsvandt han fra historien for aldrig at blive nævnt igen, undtagen af de to Plinius, og er ikke blandt hverken venner eller fjender af Nero.
Den ældre Plinius nævner, at han så "i evnerne hos Pomponius Secundus, poeten, en meget strålende borger," manuskripter i "gammel håndskrift af Tiberius og Caius Gracchus." Hans betydeligste tid ville have været hans triumf i 50 eller 51. I 54 kom Nero til magten; på den tid arbejdede Plinius med to militære værker. Plinius den yngre siger, at biografien om Secundus var "en pligt som han skyldte mindet om sin ven" og antyder således, at Secundus var død. Omstændighederne om denne pligt og hvorvidt, det havde eller ikke havde noget at gøre med hans antagelige undgåelse af Nero, er forsvundet fra værket.
I mellemtiden fuldførte han tyve bøger af hans værk Historien om de germanske krigene, den eneste autoritet citerede i de første seks bøger af Annalerne af Tacitus, og antagelig en af de fornemmeste autoriteter bag værket Germania. Den forsvandt til fordel for skrifterne af Tacitus (som er langt kortere), og tidlig i 400-tallet havde eksempelvis Symmachus håbet at finde et bevaret eksemplar.
Som med Caligula synes det også som om Nero blev gradvis mere og mere sindssyg efterhånden, som hans styre udviklede sig. Plinius brugte meget af sin tid til at skrive forholdsvis om trygge emner som grammatik og retorik. Han udgav et værk i tre bind, en pædagogisk lærebog om retorik kaldet for Studiosus ("Studenten"). Plinius den yngre skrev om denne at "taleren er oplært fra sin krybbetid og perfektioneret." Denne blev fulgt af otte bøger om Dubii sermonis, Om tvivlsom fraseologi. Begge værker er desværre gået tabt. Hans nevø nævner, at "han skrev dette under Nero i de sidste år af hans styre, da hver eneste form for litterære bestræbelser, som var i det mindste uafhængigt eller ophøjet, var blevet farlig ved slaveri."
I 68 havde Nero ikke længere nogen venner eller tilhængere. Han begik selvmord og terrorstyret var ovre, og det samme var mellemspillet med Plinius' forpligtelse over for staten.

### Offentlige embeder
Mod slutningen af 69, efter et år med borgerkrig som følge af Neros død, blev Vespasian kejser. Han var en dygtig hærfører, og som Plinius kom han fra middelklassen, equites, var steget i graderne i militæret og offentlige positioner, og besejrede sine vigtigste modstandere til den højeste position. Hans hovedmål var at etablere en ny fred under kejserlig kontrol og få kontrol over økonomien. Han havde i sin administration behov for al den loyalitet og støtte, han kunne finde. Plinius, som åbenbart blev tiltroet uden spørgsmål, måske (ved at læse mellem linjerne) anbefalet af Titus, blev sat i arbejde umiddelbart og blev holdt i en jævnlig rækkefølge til de fremmeste positioner som prokurator, i henhold til Suetonius. En prokurator var generelt en guvernør af en kejserlig provins. Romerriget havde stadig mangler på disse, og søgte stadig efter folk til at fylde disse ansvarlige positioner.
En gennemgående undersøgelse af prokuratorskaberne for Plinius blev foretaget af den klassiske forsker Friedrich Münzer, og de blev gennemgået på ny af Ronald Syme og er blevet standard referencepunkter. Münzer fremmet fire prokuratorskaber, hvoraf to er bevidnet med sikkerhed og to er sandsynlige, men ikke beviste. De to tilfredsstiller dog ikke Suetonius' beskrivelse af en jævnlig efterfølge. Af den grund præsenterer forskere af Plinius to til fire. I henhold til Syme kan Plinius have været "efterfølger af Valerius Paulinus", prokurator af Gallia Narbonensis (sydøstlige Frankrig), tidlig i 70. Han synes at have haft en "fortrolighed med provincia", men det kan også forklares på andet vis:  Eksempelvis skriver Plinius:
"I kultiveringen af jorden, skikkene og civilisationen til indbyggerne, og graden af dens rigdom, den er ikke overgået af nogen andre provinser, og i korthed kan være mere sandfærdig beskrevet som en del af Italien end som en provins."
Det er sikkert, at Plinius tilbragte en del tid i provinsen Africa, mest sandsynlig som prokurator. Blandt andre hændelser eller træk, som han overså, er udrensningen af rubetæ, giftige padder (bufonidæ), af den nordafrikanske etniske stamme psylliere; bygninger gjort af jordmure, "overlegen i fasthed ovenfor enhver cement"; og den uvanlige, frugtbare kystoase Gabès (den gang Tacape) i Tunesien, i dag en del af UNESCOs Verdensarven. Syme har anslået positionen som prokurator til årene 70-72.
En stilling som prokurator af Hispania Tarraconensis fulgte derefter. Et udsagn af Plinius den yngre om, at hans onkel blev tilbudt 400.000 sesterier for sine manuskripter af Larcius Licinius mens den ældre Plinius var prokurator af Hispania har fastslået denne position med sikkerhed. Plinius lister folkene "Nærmest Hispania", inkluderet befolkningsstatistik og civile rettigheder (dagens Asturias og Gallaecia). Han stopper op i omtalen af dem alle i frygt for "at trætte læseren". Da dette er den eneste geografiske region, som han giver information om, har Syme antaget, at Plinius har bidraget til folketællingen/beregningen for Hispania, som blev udført af Vibius Crispus i 73/74, en kejserlig legat, og at dette således daterer Plinius' prokuratorskab der.
I løbet af hans tid i Hispania gjorde han sig kendt med jordbruget og særlig guldminerne i nord og vest i landet. Hans beskrivelser af de forskellige metoder til minedrift synes at være som øjenvidne bedømt efter hans diskussion af guldminedriften i Naturalis Historia. Han kan have besøgt minen i Las Medulas.
Den sidste position som prokurator er usikker, men var i tilfælde i Gallia Belgica. Antagelsen er baseret på Plinius' kendskab til provinsen. Hovedstaden var Augusta Treverorum (Trier), navngivet efter den galliske stammen af trevererne som omgav den. Plinius siger at "året før denne" dræbte en frygtelig vinter den første høst, som var plantet; de såede igen i marts og havde "en meget rigelig høst". Problemet med at identificere "dette" er året, da afsnittet blev skrevet. Ved at benytte 77 som dato for afsnittet er Syme kommet til år 74-75 som tidspunktet som prokurator, da Plinius antagelig kan have været vidne til disse hændelser. Argumentet er baseret udelukkende på antagelser; uanset er denne dato nødvendig for at opnå Suetonius' rækkefølge af prokuratorer, om det var en i Gallia Belgica.
Plinius blev tilladt et hjem i Rom en gang ved år 75/76. Han var antagelig hjemme den første udgivelse af Naturalis Historia i 77. Hvorvidt han var i Rom for dedikationen af Vespasians "Fredens tempel" i Forum Romanum i 75, hvilket var i al væsentlighed et museum for fremvisning af kunstværker, som var blevet plyndret af Nero og tidligere udsmykkede Domus Aurea, er usikkert. Det samme er hans mulige kommando af vigiles ("natvagtmand"), en mindre betydningsfuld position. Den sidste er ikke i overensstemmelse med hvad den yngre Plinius siger om denne periode: 
"Før daggry plejede han at vente på Vespasian (som også benyttede sine nætter for at udføre sine forretninger), og derefter fortsatte med at udføre de ordrer som han havde modtaget."
Da disse forretninger blev udført, tilbragte han tiden med at læse og gøre uddrag, åbenbart i processen med at fuldføre Naturalis Historia. Ingen faktisk post er bedømt i denne, noget han ikke kunne have udført som admiral ved Misenum, forudsat at hans pligter som admiral ikke krævede at han var til stede ved Misenum. På rene omstændigheder alene var han en officiel agent for kejseren i delvis privat kapacitet. Måske var han mellem positioner. Hvordan det end forholder sig, var det hans udnævnelse som præfekt af flåden ved Misenum førte ham til Misenum, hvor han boede sammen med sin søster og sin nevø. Vespasian døde af sygdom den 23. juni 79, og Plinius overlevede ham med to måneder.

### Død
Plinius havde modtaget fra den da afdøde Vespasian udnævnelsen som præfekt (flådekommandant) i den romerske marine. Den 24. august 79 blev han stationeret ved Misenum og på samme tid kom det store vulkanudbrud fra Vesuv, som begravede byerne Pompeii og Herculaneum. Han forberedte sig på at krydse Napolibugten for at studere fænomenet, da han modtog besked fra sin ven Rectina, som tryglede om at blive reddet. Galejerne under hans kommando drog ud for at evakuere flygtningene på den modsatte kyst, og selv drog han ud med "en hurtigsejlende kutter", en beslutning som kan have kostet ham livet. Hans nevø Plinius den yngre har givet en fortælling om hans død, redegjort fra de overlevende. Nevøen og hans moder besluttede ikke at deltage i sejlturen over bugten.
Da det lette skib ankom kysten ved Herculaneum begyndte aske og pimpsten at falde ned ovenfra. Plinius' rormand rådede til, at de skulle vende om og sejle tilbage, hvortil Plinius skal have svaret: "Skæbnen begunstiger de modige, styr did hvor Pomponianus er!" Pomponianus var i Stabiæ, hvor den moderne by Castellammare di Stabia er beliggende i dag. De gik i land og fandt Pomponianus "i den største bestyrtelse". Plinius omfavnede og trøstede ham. De gik om bord i kutteren, men de samme vinde, som havde ført dem til Stabiæ, forhindrede dem fra sejle ud. Plinius beroligede sine folk ved at spise og sove, mens de ventede på, at vinden skulle mindske, men til sidst måtte de forlade bygningen i frygt for, at den ville falde sammen, og søge ud i askenedfaldet. Plinius satte sig ned og kunne ikke stå op uden hjælp, og de andre efterlod ham der. Hans følge antog, at han var kollapset og død ved at indånde giftig gas fra vulkanen. Da de kom tilbage tre dage senere (26. august) efter, at støvet og røgen havde lagt sig, blev hans lig fundet under pimpstenen uden nogen synlige ydre skader. Problemet med giftteorien er, at hans venner ikke var påvirkede af den formodede giftige gas, og de havde ikke problemer med at bevæge sig mens Plinius måtte sætte sig og kunne ikke rejse sig igen. Da han er beskrevet som en korpulent mand, som også var plaget af astma, er det mere sandsynligt, at hans venner efterlod ham eftersom han enten var død eller døende.
Fortællingen om hans sidste timer er fortalt i et brev sendt 27 år senere til Tacitus den ældre af Plinius' nevø og arving, den yngre Plinius, som også sendte en anden tilsvarende redegørelse angående hans onkels skrifter og om hans liv og væremåde. Fragmentet fra Suetonius fremmer et mindre flatterende syn. Plinius skal være nået frem til kysten udelukkende af videnskabelig interesse og derefter have bedt en slave om at dræbe ham for at undgå heden fra vulkanen. Det er ikke en pålidelig kilde, da det er klart fra nevøens brev, at personerne, som Plinius kom for redde, selv undslap for at redegøre for detaljerne i Plinius' ulykke. Desuden forudsætter Suetonius, at en gruppe var vidne til hændelserne, men selv ikke udsatte for de samme hændelser.

## Historia
Plinius udgav Historia – en beretning om begivenheder i hans egen tid. Den er ikke bevaret, men har været forlæg for senere historikere som Tacitus, der gerne lod Plinius’ antineronske grundholdning skinne igennem sin egen beretning.

## Naturalis Historia
Plinius' sidste værk, i henhold til hans nevø, var Naturalis Historia, en encyklopædi hvor han samlede meget af kundskaben i sin tid. Spørgsmål angående dateringen af dette værk, sammenstillingen, eller hvornår han begyndte eller sluttede at arbejde på det, afhænger af spørgsmålene, som stilles.
Encyclopedien benytter sig af en del materiale fra hans tidligere tekster og minder, så som hans bog om Germania. Det er ingen beviser på, at han havde planlagt at benytte dette materiale i encyklopedi senere i sin karriere. De fleste referencer i teksten må være kommet fra hans uddrag, som han opretholdt på jævnlig grundlag, og ved at leje en læser og en sekretær for at samle og opretholde dem, og han udrustede sekretæren med handsker om vinteren således, at hans skrivehånd ikke skulle blive stiv i kulden. Uddragene samlede for denne hensigt fyldte op til 160 bind, og Larcius Licinus, den prætoriske legat for Hispania Tarraconensis, forsøgte forgæves at købe for 400.000 sestertier. Det ville have været i 73/74. Ved sin død overlod Plinius 160 bind til sin nevø. Når han begyndte på denne komposition er ikke kendt. Eftersom han var optaget med andre værker under Nero og derefter måtte fuldføre historien om sin samtid, er det usandsynlig at han begyndte før 70. Positionen som prokurator var ideel mulighed for en skribent med et encyklopedisk sindelag. Datoen for en samlet komposition kan ikke blive tilskrevet til noget bestemt år. Dateringen af de ulige dele må blive bestemt, om mulig, ved filologisk analyse.
Den nærmeste kendte hændelse knyttet til udgivelsesdato; det er da manuskriptet blevet givet til offentligheden for lån og afskrift, og blev antagelig sendt til Huset Flavian i henhold til dedikationen for de første 37 bøger. Det er til "kejser" Titus. Da både Titus og Vespasian havde samme navn, Titus Flavius Vespasianus, har tidligere skribenter antaget en dedikation til Vespasian. Plinius nævner en broder (Domitian) og fælles kontor med en fader, kalder denne fader for "stor", hvilket bestemt peger mod Titus. Eftersom Titus er adresseret som kejser, har Vespasian åbenbart været død, hvilket kan sætte datoen tilnærmet til 79.
Imidlertid siger Plinius, at Titus havde været konsul seks gange. Årene for de først i disse positioner er i årene 70, 72, 74, 75, 76 og 77, alle sammen med Vespasian, hvilket bringer datoen for dedikationen til 77. I det år var Vespasian 68 år gammel. Han havde styret sammen med med Titus for nogen år, hvilket kan være hvorfor han lod Plinius kalde Titus for "kejser" og dedikere værket til ham. Bortset fra nogen mindre korrektioner var værket på 37 bøger komplet i år 77. Det er ingen antydninger eller bevis for at tro at det hele var skrevet i 77 eller at Plinius var færdig med det da. Desuden kan dedikationen i sig selv være blevet skrevet før den endelige udgivelse, og det kan have været udgivet enten privat eller offentlig på et tidligere tidspunkt uden dedikation. Det eneste, som er sikkert, er, at Plinius ikke arbejdede videre med værket efter år 79.
Naturalis Historia er et af de største enkeltværker, som har overlevet fra Romerriget og til i dag. Det havde til hensigt at dække hele feltet af antikkens kundskab baseret på de bedste autoriteter, som var tilgængelige for Plinius. Han hævder at være den eneste romer, som nogen gang har igangsat et sådant værk. Værket dækker felterne botanik, zoologi, astronomi, geologi og mineralogi, foruden også anvendelsen af sådanne ressourcer. Det har forblevet et standardværk for den romersk epoke og fremgangen i teknologi og forståelse af naturlige fænomener for sin tid. En del tekniske fremskridt, som han diskuterer, er han selv den eneste kilde til disse innovationer, så som minedrift eller brugen af vandmølle for at knuse eller kværne korn. Meget af det, han skrev, er blevet bekræftet af arkæologi. Det er praktisk talt det eneste værk, som beskriver arbejdet til samtidens kunstnere, og er et vigtig referenceværk for kunsthistorien.
Værket blev en model for alle senere encyklopedier i henhold til dens bredde i emner, behovet for at give referencer til oprindelige forfattere, og en omfattende indeksliste for indholdet. Indflettet blandt opslagene om jordbrug er det flere madopskrifter og referencer til vanlige metoder for at tilberede mad og madvarer. (En del af disse er blevet samlet og udgivet i 2008 på engelsk i bogen Roman Cookery («Romersk kokekunst»).) Værket er dedikeret til kejser Titus, søn af en nær ven af Plinius, kejser Vespasian, i det første år af Titus' styre. Det er det eneste værk af Plinius, som er overlevet og det sidste, han udgav, og mangler den sidste revidering ved hans bratte og uventede død i år 79 grundet vulkanudbruddet fra Vesuv.
Hans notater er samlede fra talrige kilder, men desværre mangler han kildekritik. Hans skrivestil er knap og skematisk, men samtidig svulstig og moraliserende. Det er et samleværk over al den naturhistoriske viden, han havde indsamlet gennem studier af ældre forfattere. Af og til ses hans egne videnskabelige observationer. Værket indeholder mange oplysninger om antikkens håndværk og teknologi, fx forklarer han, hvordan mineraler bliver anvendt i skulptur- og malerkunsten. I Plinius’ værk er intet heldigvis for småt eller uinteressant.